# Koppenbergcross 2018
De 29e editie van de Koppenbergcross werd gehouden op donderdag 1 november 2018 in Melden. De wedstrijd maakte deel uit van de DVV Verzekeringen Trofee 2018-2019.

## Programma
| Tijd  | Categorie                        | Duur       |
| ----- | -------------------------------- | ---------- |
| 08:45 | Jeugdinitiatie                   |            |
| 10:00 | Jongens nieuwelingen (nationaal) | 30 minuten |
| 11:00 | Jongens junioren                 | 40 minuten |
| 12:00 | Mannen beloften                  | 50 minuten |
| 13:45 | Vrouwen elite                    | 40 minuten |
| 15:00 | Mannen elite                     | 60 minuten |

## Mannen elite

### Uitslag
| Plaats | Renner                 | Ploeg                              | Tijd      |
| ------ | ---------------------- | ---------------------------------- | --------- |
| 1      | Toon Aerts             | Telenet Fidea Lions                | 1u02'26"  |
| 2      | Michael Vanthourenhout | Marlux - Bingoal Cycling Team      | + 11"     |
| 3      | Wout van Aert          | Cibel-Cebon Offroad Team           | + 14"     |
| 4      | Lars van der Haar      | Telenet Fidea Lions                | + 58"     |
| 5      | Quinten Hermans        | Telenet Fidea Lions                | + 1'18"   |
| 6      | Laurens Sweeck         | Pauwels Sauzen - Vastgoedservice   | + 1'25"   |
| 7      | Eli Iserbyt            | Marlux - Bingoal Cycling Team      | + 1'38"   |
| 8      | Kevin Pauwels          | Marlux - Bingoal Cycling Team      | + 1'52"   |
| 9      | Jens Adams             | Pauwels Sauzen - Vastgoedservice   | + 2'00"   |
| 10     | Daan Soete             | Pauwels Sauzen - Vastgoedservice   | + 2'32"   |
| 11     | Marcel Meisen          | Corendon - Circus                  | + 2'36"   |
| 12     | Tom Meeusen            | Corendon - Circus                  | + 2'37"   |
| 13     | Joris Nieuwenhuis      |                                    | + 2'42"   |
| 14     | Corné van Kessel       | Telenet Fidea Lions                | + 2'46"   |
| 15     | Jim Aernouts           | Telenet Fidea Lions                | + 2'53"   |
| 16     | Braam Merlier          | Creafin - Tüv Süd                  | + 3'01"   |
| 17     | Dieter Vanthourenhout  | Marlux - Bingoal Cycling Team      | + 3'07"   |
| 18     | Michael Boroš          | Creafin - Tüv Süd                  | + 3'12"   |
| 19     | Sieben Wouters         | Kempense Cxv                       | + 3'21"   |
| 20     | Tim Merlier            | Creafin - Tüv Süd                  | + 3'24"   |
| 21     | Mathieu van der Poel   | Corendon - Circus                  | + 4'12"   |
| 22     | Ian Field              | Neon Velo                          | + 4'46"   |
| 23     | Thijs Aerts            | Telenet Fidea Lions                | + 5'36"   |
| 24     | Loic Hennaux           | Team Off Road Colnago              | + 6'48"   |
| 25     | Tomas Joseph           | Marlux - Bingoal Cycling Team      | + 6'51"   |
| 26     | Yannick Peeters        | Pauwels Sauzen - Vastgoedservice   | + 7'13"   |
| 27     | Henrik Jansson         |                                    | + 7'55"   |
| 28     | Yoni De Bock           | C.t. Keukens Buysse Knesselare Vzw | + 8'19"   |
| 29     | Berne Vankeirsbilck    | Tops Antiek - Glascentra Hct       | + 9'30"   |
| 30     | Martin Eriksson        |                                    | -2 rondes |
| 31     | Jelle De Bock          | C.t. Keukens Buysse Knesselare Vzw | -2 rondes |
| 32     | Isaac Mundy            |                                    | -2 rondes |
| 33     | Edwin De Wit           | Reno Systems Cycling Team          | -3 rondes |
| 34     | Niels Koyen            | Bike Experience Cycling Team       | -3 rondes |
| 35     | Yu Takenouchi          |                                    | -3 rondes |
| 36     | James Madgwick         |                                    | -4 rondes |
| 37     | Robert Wardell         |                                    | -4 rondes |
| 38     | Pieter Meelberghs      | Bike Experience Cycling Team       | -4 rondes |
| 39     | Francois Chastagner    |                                    | -5 rondes |
| DNF    | Bert Van Lerberghe     |                                    | DNF       |
| DNF    | Julien Kaise           |                                    | DNF       |
| DNF    | David Eriksson         |                                    | DNF       |

| Pos. | Punten |
| ---- | ------ |
| 1    | 80     |
| 2    | 60     |
| 3    | 40     |
| 4    | 30     |
| 5    | 25     |
| 6    | 20     |
| 7    | 17     |
| 8    | 15     |
| 9    | 12     |
| 10   | 10     |
| 11   | 8      |
| 12   | 5      |
| 13   | 4      |
| 14   | 2      |
| 15   | 1      |

## Vrouwen elite

### Uitslag
| Plaats | Renster                  | Ploeg                            | Tijd      |
| ------ | ------------------------ | -------------------------------- | --------- |
| 1      | Kim Van de Steene        | Tarteletto - Isorex              | 47'24"    |
| 2      | Alice Maria Arzuffi      | Steylaerts - 777                 | + 21"     |
| 3      | Annemarie Worst          | Era - Circus                     | + 27"     |
| 4      | Ellen Van Loy            | Telenet Fidea Lions              | + 47"     |
| 5      | Geerte Hoeke             | Creafin - Tüv Süd                | + 52"     |
| 6      | Sanne Cant               | Corendon - Circus                | + 58"     |
| 7      | Nikki Brammeier          | Mudiiita Cycling                 | + 1'16"   |
| 8      | Helen Wyman              | Xypex - Verge Sport              | + 1'22"   |
| 9      | Eva Lechner              | Creafin - Tüv Süd                | + 1'36"   |
| 10     | Elle Anderson            |                                  | + 1'46"   |
| 11     | Loes Sels                | Pauwels Sauzen - Vastgoedservice | + 1'54"   |
| 12     | Katie Compton            | Trek                             | + 2'51"   |
| 13     | Anna Flynn               |                                  | + 3'55"   |
| 14     | Louise Moullec           |                                  | + 4'19"   |
| 15     | Pauline Delhaye          | Quick Mtb Racing Team            | + 4'28"   |
| 16     | Sophie Thackray          | Oldfield/paul Milnes Ert         | + 5'31"   |
| 17     | Laura Porhel             |                                  | + 5'48"   |
| 18     | Emily Wadsworth          | TP Racing                        | + 6'09"   |
| 19     | Josie Nelson             |                                  | + 6'35"   |
| 20     | Maddie Wadsworth         |                                  | + 6'48"   |
| 21     | Jana Dobbelaere          | Kleur OP Maat - Bns Technics     | + 8'20"   |
| 22     | Marie Lynn               |                                  | + 8'57"   |
| 23     | Elodie Kuijper           | Cycling.be - Alphamotorhomes     | + 9'38"   |
| 24     | Tine Rombouts            | Acrog-Pauwels Sauzen - Balen BC  | -1 ronde  |
| 25     | Julie Brouwers           | Vondelmolen Cycling Team         | -1 ronde  |
| 26     | Nele De Vos              | Individueel                      | -1 ronde  |
| 27     | Lily Greenhalgh          |                                  | -1 ronde  |
| 28     | Poppy Cooke              |                                  | -2 rondes |
| 29     | Jo Blanchaert            | Individueel                      | -3 rondes |
| DNF    | Marion Norbert-Riberolle |                                  | DNF       |

| Pos. | Punten |
| ---- | ------ |
| 1    | 80     |
| 2    | 60     |
| 3    | 40     |
| 4    | 30     |
| 5    | 25     |
| 6    | 20     |
| 7    | 17     |
| 8    | 15     |
| 9    | 12     |
| 10   | 10     |
| 11   | 8      |
| 12   | 5      |
| 13   | 4      |
| 14   | 2      |
| 15   | 1      |

## Mannen beloften

### Uitslag
| Plaats | Renner                     | Ploeg                             | Tijd      |
| ------ | -------------------------- | --------------------------------- | --------- |
| 1      | Thymen Arensman            |                                   | 50'13"    |
| 2      | Eddy Fine                  |                                   | + 18"     |
| 3      | Ben Turner                 | Corendon - Circus                 | + 24"     |
| 4      | Lander Loockx              | Creafin - Tüv Süd                 | + 36"     |
| 5      | Loris Rouiller             |                                   | + 45"     |
| 6      | Niels Derveaux             | Tarteletto - Isorex               | + 51"     |
| 7      | Jarno Liessens             | Creafin - Tüv Süd                 | + 1'04"   |
| 8      | Jens Dekker                | Corendon - Circus                 | + 1'16"   |
| 9      | Andreas Goeman             | Telenet Fidea Lions               | + 1'21"   |
| 10     | Seppe Rombouts             | Creafin - Tüv Süd                 | + 1'32"   |
| 11     | Thomas Mein                |                                   | + 1'37"   |
| 12     | Xander Geysels             | Wielerclub Steeds Vooraan V.z.w.  | + 1'44"   |
| 13     | Tobias Johannessen         |                                   | + 1'52"   |
| 14     | Dolf Pemen                 | Milwaukee - Alphamotorhomes       | + 1'54"   |
| 15     | Tim van Dijke              |                                   | + 2'00"   |
| 16     | Johan Jacobs               | Creafin - Tüv Süd                 | + 2'05"   |
| 17     | Mathijs Wuyts              | Acrog-Pauwels Sauzen - Balen BC   | + 2'20"   |
| 18     | Yentl Bekaert              | Telenet Fidea Lions               | + 2'32"   |
| 19     | Jenko Bonne                | Tarteletto - Isorex               | + 2'44"   |
| 20     | Sammy Cadot Roger          |                                   | + 2'48"   |
| 21     | Daniel Tulett              | TP Racing                         | + 2'51"   |
| 22     | Sander De Vet              | Wac Team                          | + 3'00"   |
| 23     | Sander Lemmens             | Acrog-Pauwels Sauzen - Balen BC   | + 3'13"   |
| 24     | Thibault Valognes          |                                   | + 3'18"   |
| 25     | Sandy Dujardin             |                                   | + 3'29"   |
| 26     | Julian Siemons             | AA-Drink Jongerenteam             | + 3'31"   |
| 27     | Matthias Van Roy           | Milwaukee - Alphamotorhomes       | + 3'37"   |
| 28     | Vince Van Den Eynde        | Tarteletto - Isorex               | + 3'51"   |
| 29     | Felix Keiser               |                                   | + 3'56"   |
| 30     | Arne Vrachten              | Tarteletto Isorex - CX Team       | + 4'15"   |
| 31     | Jarne De Meyer             | K.w.c. Heist Zuiderkempen V.z.w.  | + 4'25"   |
| 32     | Clément Levallois          |                                   | + 4'33"   |
| 33     | Mart Muskens               |                                   | + 4'48"   |
| 34     | Nick Peers                 | Young Cycling Talent D&d          | + 4'52"   |
| 35     | Jarno Jordens              | AA-Drink Jongerenteam             | + 5'07"   |
| 36     | Niels Vandenbroucke        | Team Mahieu - Kona - Vandermeeren | + 5'16"   |
| 37     | Emil Lindgren              |                                   | + 5'30"   |
| 38     | Anders Halland Johannessen |                                   | + 5'31"   |
| 39     | Maxime Van Wynsberghe      |                                   | + 6'12"   |
| 40     | Joe Williams               | Asfra Racing Team                 | + 6'45"   |
| 41     | Grégory Careme             | Dragopaint - Naturablue Rvco      | + 7'03"   |
| 42     | Finlay Robertson           |                                   | + 7'12"   |
| 43     | Lars van Uum               |                                   | + 7'22"   |
| 44     | Ward Deschepper            | Milwaukee - Alphamotorhomes       | + 7'29"   |
| 45     | Théo Gueret                |                                   | + 8'05"   |
| 46     | Jason Van Compernolle      | Asfra Racing Team                 | + 9'26"   |
| 47     | Seppe Lippens              | Bike Experience Cycling Team      | -1 ronde  |
| 48     | Max Gibbons                |                                   | -1 ronde  |
| 49     | Toby Perry                 |                                   | -2 rondes |
| 50     | Demiz Hebing               |                                   | -2 rondes |
| 51     | Tetsuki Kaji               |                                   | -2 rondes |
| 52     | Kieran Jarvis              |                                   | -3 rondes |
| 53     | Lenn Verdijck              |                                   | -4 rondes |
| DNF    | Mick van Dijke             |                                   | DNF       |
| DNF    | Thibaut De Smet            | Tarteletto - Isorex               | DNF       |
| DNF    | Victor Vandebosch          | Pauwels Sauzen - Vastgoedservice  | DNF       |
| DNF    | Ben Walkerden              |                                   | DNF       |
| DNF    | Arno Debeir                | Marlux - Bingoal Cycling Team     | DNF       |

## Jongens junioren

### Uitslag
| Plaats | Renner                 | Ploeg                              | Tijd     |
| ------ | ---------------------- | ---------------------------------- | -------- |
| 1      | Yorben Lauryssen       | Callant-Doltcini CT                | 44'14"   |
| 2      | Yente Peirens          | Acrog-Pauwels Sauzen - Balen BC    | + 13"    |
| 3      | Joran Wyseure          | Team Mahieu - Kona - Vandermeeren  | + 29"    |
| 4      | Lennert Belmans        | Iko-Beobank                        | + 40"    |
| 5      | Tomás Jezek            |                                    | + 1'12"  |
| 6      | Joseph Pidcock         |                                    | + 1'16"  |
| 7      | Joachim Van Looveren   | Milwaukee - Alphamotorhomes        | + 1'19"  |
| 8      | Simon Wyllie           |                                    | + 1'36"  |
| 9      | Nicolas De Smet        | Bike Advice - Itaf CT              | + 1'41"  |
| 10     | Noé Castille           | CC Igny Palaiseau 91               | + 1'48"  |
| 11     | Tomas De Laet          | AA-Drink Jongerenteam              | + 2'07"  |
| 12     | Quentin Bourg          |                                    | + 2'20"  |
| 13     | Jenson Young           | Oldfield/ Paul Milnes E            | + 2'48"  |
| 14     | Yohann Simon           |                                    | + 2'55"  |
| 15     | Tim Neffgen            | Rsv Duren                          | + 3'02"  |
| 16     | Daniel Barnes          |                                    | + 3'05"  |
| 17     | Matteo Oberteicher     | Shop4cross-Bioracer Academy        | + 3'06"  |
| 18     | Emiel Verstrynge       | C.t. Keukens Buysse Knesselare Vzw | + 3'30"  |
| 19     | Lukas van der Vleuten  | Cycling Vlijtingen                 | + 3'42"  |
| 20     | Joe Coukham            |                                    | + 3'45"  |
| 21     | Wannes De Vos          | Van Moer Logistics Cycling Team    | + 3'51"  |
| 22     | Luis Burghardt         |                                    | + 3'57"  |
| 23     | Ruben Meeusen          | Wac Team                           | + 4'02"  |
| 24     | Floris Van Tricht      | Wim Ruelens Olympia Tienen         | + 4'40"  |
| 25     | Seppe De Clercq        | C.t. Keukens Buysse Knesselare Vzw | + 4'51"  |
| 26     | Clement Guilbert       |                                    | + 5'29"  |
| 27     | Ethan Whiteside        |                                    | + 5'46"  |
| 28     | Killian Leveel         |                                    | + 5'50"  |
| 29     | Senna Van Cutsem       | AA-Drink Jongerenteam              | + 5'53"  |
| 30     | Senne Jorissen         | AA-Drink Jongerenteam              | + 5'58"  |
| 31     | Kishan Bakrania        |                                    | + 5'58"  |
| 32     | Victor Trio            | Meubelen Gaverzicht-Glascentra CT  | + 6'41"  |
| 33     | Wannes Buyze           |                                    | + 7'02"  |
| 34     | Lukaz Herrmann         |                                    | + 7'29"  |
| 35     | Mike Deutekom          |                                    | + 7'35"  |
| 36     | Yenthe Vermeiren       | Young Cycling Talent D&d           | + 7'42"  |
| 37     | Justin Laevens         | Asfra Racing Team                  | + 7'55"  |
| 38     | Victor Van De Putte    | AA-Drink Jongerenteam              | + 8'05"  |
| 39     | Tim-Oliver Kolschefsky |                                    | + 9'27"  |
| 40     | Noah Brits             | Young Cycling Talent D&d           | -1 ronde |
| 41     | Brend Stubbe           | Heist Cycling Team (hct)           | -1 ronde |
| 42     | Simon Van Der Looij    | Sport EN Moedig Genk               | -1 ronde |
| 43     | Matthys Robin          |                                    | -1 ronde |
| DNF    | Michiel Ceulemans      |                                    | DNF      |
| DNF    | Ben Tulett             |                                    | DNF      |